# Бурний (Саратовська область)
Бурний (рос. Бурный) — селище у Енгельському районі Саратовської області Російської Федерації.
Населення становить 1014 осіб. Належить до муніципального утворення Безим'янське муніципальне утворення.

## Історія
Населений пункт розташований у межах українського історичного та культурного регіону Жовтий Клин.
До 1941 року належав до АРСР Німців Поволжя. Орган місцевого самоврядування від 2004 року — Безим'янське муніципальне утворення.

## Населення
| 2010 | 2019  |
| ---- | ----- |
| 921  | ↗1014 |